# Мечеть Хамза-бей
Мечеть Хамза-бей (грец. Χαμζά Μπέη Τζαμί, Альказар, грец. Αλκαζάρ) — мечеть, що збереглася без мінарета в Греції, в місті Салоніки. Знаходиться навпроти Солунского безестена (базара). Це найдавніша мечеть у місті. Побудована в 1467 Хафсой хатун, дочкою високопоставленого османського офіцера Хамзи-бея в пам'ять про батька, страченого Владом III Цепешем в 1462. Про це говорить напис праворуч від входу.
Згідно з історичними хроніками побудована на місці жіночого православного монастиря.
Склепінний молитовний зал заввишки 17 метрів, квадратний у плані, висвітлюється через 8 арочних вікон. Внутрішнє подвір'я з перистилем прикрашено 22 колонами, 15 з яких прикрашені ранньохристиянськими капітелями V—VI ст., які за наказом султана Селима II у серпні 1569 перенесли з храму Святого Міни. Комплекс включає також прибудову з бічними нішами та портиком. Площа мечеті складає близько 1150 м². Це найбільша мечеть у Греції.
Згідно з написом над входом, мечеть реконструйована в 1619.
У ході Першої Балканської війни в 1912 Салоніки звільнено грецькими військами. Після цього мечеть перестала діяти.
Після Малоазійської катастрофи та греко-турецького обміну населенням у мечеті розміщувалися біженці.
У 1927 будинок придбав Національний банк Греції, потім у будівлі був приватний власник, який передав його Червоному Хресту.
У 1928 двір мечеті перетворено на відкритий кінотеатр, потім збудовано металевий дах. Кінотеатр під назвою «Альказар» проіснував понад 50 років, до 1989.
У 1978 будинок серйозно постраждав при землетрусі.
Після закриття кінотеатру будівлю передано міністерству культури. У 2006, після початку будівництва Салонікського метрополітену, розпочато археологічні та реставраційні роботи в мечеті.